# أندي فاسلويانو
أندي فاسلويانو (بالرومانية: Andi Vasluianu) هو ممثل روماني، ولد في 23 يونيو 1974 ببوخارست في رومانيا.

## وصلات خارجية
- أندي فاسلويانو على موقع IMDb (الإنجليزية)
- أندي فاسلويانو على موقع قاعدة بيانات الأفلام العربية
- أندي فاسلويانو على موقع ألو سيني (الفرنسية)
- أندي فاسلويانو على موقع أول موفي (الإنجليزية)
- أندي فاسلويانو على موقع قاعدة بيانات الأفلام السويدية (السويدية)
- أندي فاسلويانو على موقع قاعدة بيانات الفيلم (الإنجليزية)
- أندي فاسلويانو على موقع كينوبويسك (الروسية)